# Nenad Kljaić
Nenad Kljaić, né le 21 décembre 1966 à Zagreb, est ancien un handballeur croate, notamment champion olympique en 1996. Il est le fils de l’ancien entraîneur croate Velimir Kljaić (de).
Après sa carrière de joueur, il est pendant un temps entraîneur du RK Zagreb puis sélectionneur de l'équipe nationale d'Arabie saoudite, notamment au Championnat du monde 2017.

## Palmarès

### En équipe nationale de Croatie
Jeux olympiques
- Médaille d'or aux Jeux olympiques de 1996 à Atlanta

Championnats d'Europe
- Médaille de bronze au Championnat d'Europe 1994
- 6e place au Championnat d'Europe 2000

Championnats du monde
- 4e place au Championnat du monde 1990 (avec  Yougoslavie)
- 13e place au Championnat du monde 1997
- 10e place au Championnat du monde 1999
- 9e place au Championnat du monde 2001

Autres
- Médaille d'argent aux Goodwill Games de 1990
- Médaille d'or aux Jeux méditerranéens de 1993 en Languedoc-Roussillon

### En clubs
Compétitions internationales
- Vainqueur de la Coupe des clubs champions (2) : 1992, 1993
- Vainqueur de la Coupe des Villes (1) : 2000

Compétitions nationales
- Vainqueur du Championnat de Yougoslavie (2) : 1989, 1991
- Vainqueur de la Coupe de Yougoslavie (2) : 1986, 1987, 1991
- Vainqueur du Championnat de Croatie (4) : 1992, 1993, 1994, 2001
- Vainqueur de la Coupe de Croatie (3) : 1992, 1993, 1994, 2002